# Catherine Mary Stewart

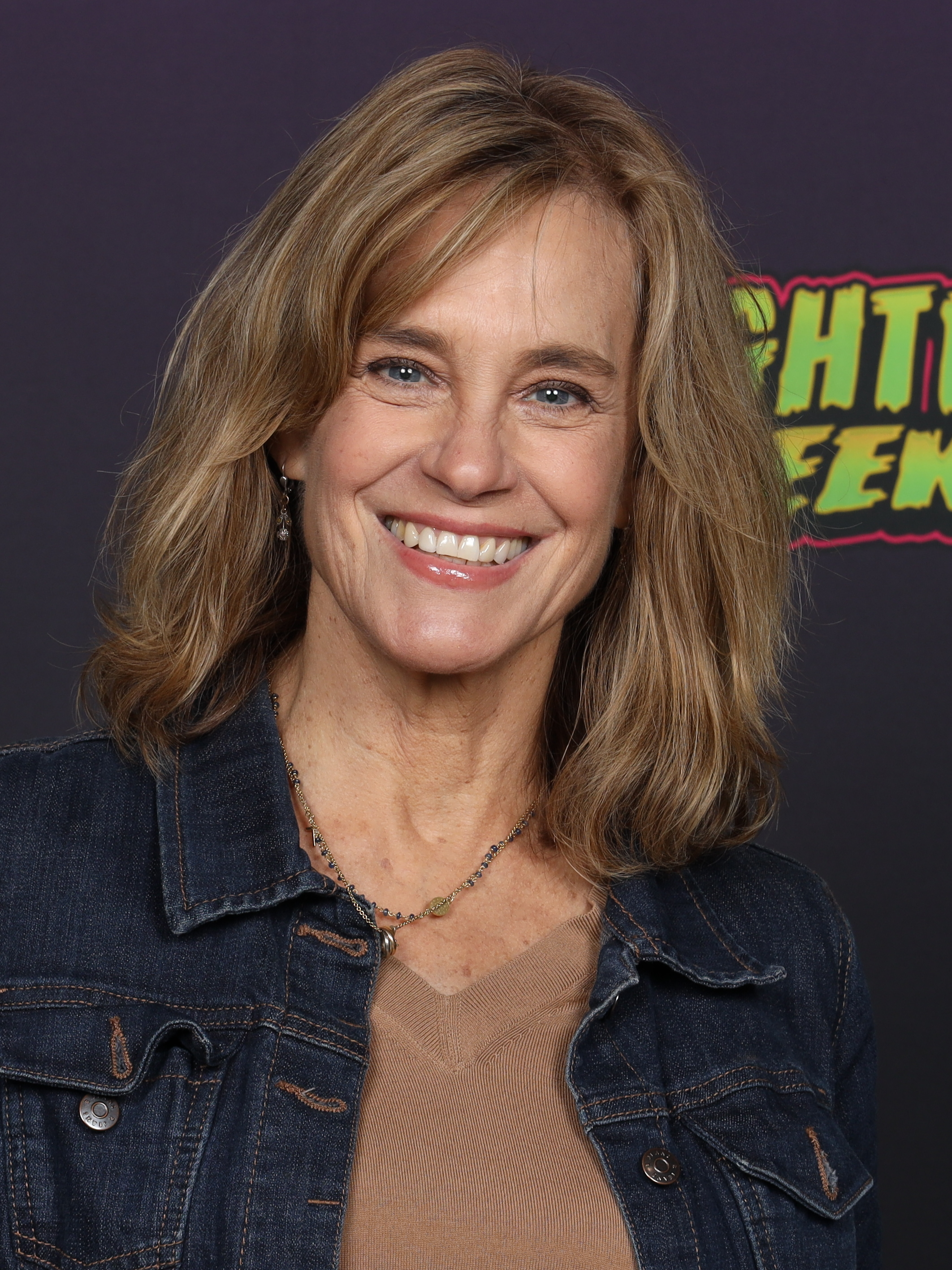
Catherine Mary Stewart, 2024

Catherine Mary Stewart (* 22. April 1959 in Edmonton, Alberta, als Catherine Mary Nursall) ist eine kanadische Schauspielerin. 

## Karriere
Catherine Stewarts erster Filmauftritt war 1980 in Powder Heads. 1984 spielte sie in dem Science-Fiction Film The Last Starfighter die Rolle der Maggie Gordon. Sie spielte auch bei Immer Ärger mit Bernie und in einigen Folgen der Seifenoper Springfield Story mit.
Stewart hatte einige Gastauftritte in Fernsehserien wie Knight Rider, Hotel, Alfred Hitchcock Presents und Outer Limits – Die unbekannte Dimension und drehte den Fernsehfilm aus der Nero-Wolfe-Reihe Murder by the Book.
Sie war ab 1983 mit dem Schauspieler und Fotografen John Findlater und später mit dem Produzenten Richard Allerton verheiratet. Aus der zweiten Ehe hat sie zwei Kinder.

## Filmografie (Auswahl)
- 1980: Powder Heads
- 1980: Star Rock (The Apple)
- 1981: Nachtfalken (Nighthawks)
- 1982: Beach Girls – Strandhasen (The Beach Girls)
- 1982: Mr. Merlin (Fernsehserie, Episode 1x15)
- 1983: Knight Rider (Fernsehserie, Episode 2x03)
- 1983: A Killer in the Family (Fernsehfilm)
- 1984: With Intent to Kill (Fernsehfilm)
- 1984: Der Komet (Night of the Comet)
- 1984: Starfight (The Last Starfighter)
- 1985: Verkehrsprobleme (Mischief)
- 1985: Hotel (Fernsehserie, Episode 2x10)
- 1985: Hollywood – Intim und indiskret (Hollywood Wives, Fernsehserie, 3 Episoden)
- 1985: Midas Valley (Fernsehfilm)
- 1986: Die Androiden – Sie sind unter uns (Annihilator, Fernsehfilm)
- 1986: Sins (Fernsehserie, 3 Episoden)
- 1987: Dudes – Halt mich fest, die Wüste bebt! (Dudes)
- 1987: Nightflyer
- 1987: Irre jagen Irre (Murder by the Book, Fernsehfilm)
- 1987: Schmutziger Ruhm (Scenes from the Goldmine)
- 1987: Lost World – Die letzte Kolonie (World Gone Wild)
- 1988: Alfred Hitchcock Presents (Fernsehserie, Episode 2x11)
- 1989: Immer Ärger mit Bernie (Weekend at Bernie’s)
- 1989: Mord im Paradies (Passion and Paradise, Fernsehfilm)
- 1989: Red Fox
- 1990: Die totale Gefahr (Project: Tin Men), Fernsehfilm von Karen Arthur, als Dr. Naomi Fisher
- 1991: Perfect Harmony (Fernsehfilm)
- 1992: Cafe Romeo
- 1993: Absturz in die weiße Hölle (Ordeal in the Arctic, Fernsehfilm)
- 1994: Samurai Cowboy
- 1995: Schrecken der Vergangenheit (Out of Annie’s Past)
- 1995: Gieriges Verlangen (Number One Fan)
- 1996–2001: Outer Limits – Die unbekannte Dimension (The Outer Limits, Fernsehserie, 2 Episoden)
- 1999: Dead Silent
- 2000: Die Handschrift des Killers (Reaper)
- 2007: Evil Twin
- 2007: My Daughter’s Secret (Fernsehfilm)
- 2007: Sharpshooter – Der letzte Auftrag (Sharpshooter, Fernsehfilm)
- 2007: Jack Ketchum’s Evil (The Girl Next Door)
- 2008: Mit 17 bist Du tot (Dead at 17, Fernsehfilm)
- 2008: Generation Gap (Fernsehfilm)
- 2009: Love N’ Dancing
- 2010: Rising Stars
- 2010: Class (Fernsehfilm)
- 2010: Im Weihnachtsschnee – Mit dem Sturm des Jahrhunderts kommt ein Geschenk fürs Leben (A Christmas Snow)
- 2012: Ghoul (Fernsehfilm)
- 2012: White Collar (Fernsehserie, Episode 4x07)
- 2013: AmeriQua
- 2013: The Husband She Met Online (Fernsehserie)
- 2015: Limitless (Fernsehserie, Episode 1x08)
- 2016: Cheerleader
- 2016: Hero of the Underworld
- 2016: Weihnachten auf der Bühne (A Nutcracker Christmas, Fernsehfilm)
- 2017: Star Girl
- 2017: Love on the Vines (Fernsehfilm)
- 2019: Rock and Roll Christmas (Fernsehfilm)
- 2019: The Elevator Game
- 2020: Death’s Door (Fernsehserie, Episode 1x01)
- 2020: New Amsterdam (Fernsehserie, 1 Episode)
- 2021: Deck the Heart
- 2022: Ask Me to Dance
- 2023: Law & Order (Fernsehserie, 1 Episode)